# 닉 크로즈
닉 크라우스(Nick Krause, 영어 발음: /ˈkraʊs/, 1992년 4월 14일 ~ )는 미국의 배우이다.
오스틴에서 태어났다.

## 영화
- 클래스 랭크 (2017년)
- 샵리프터 오브 더 월드 (2017년)
- 다윈 (2016년) - 다윈 역
- 윈저 (2015년)
- 보이후드 (2014년) - 찰리 역
- 화이트 레빗 (2013년)
- 디센던트 (2011년) - 시드 역
- 엑스터미네이터스 (2009년)
- 스톤 에이지 (2007, Homo Erectus)
- 구운 벌레 먹는 법 (2006년) - 나이젤 역